# Bulbophyllum rhodoneuron
Bulbophyllum rhodoneuron là một loài phong lan thuộc chi Bulbophyllum.